# Монтелонго
Монтелонго (итал. Montelongo) је насеље у Италији у округу Кампобасо, региону Молизе.
Према процени из 2011. у насељу је живело 360 становника. Насеље се налази на надморској висини од 577 м.

## Становништво
| 1931. | 1936. | 1951. | 1961. | 1971. | 1981. | 1991. | 2001. | 2011. |
| ----- | ----- | ----- | ----- | ----- | ----- | ----- | ----- | ----- |
| 1.573 | 1.612 | 1.644 | 1.113 | 829   | 663   | 615   | 490   | 384   |